# Naso brachycentron

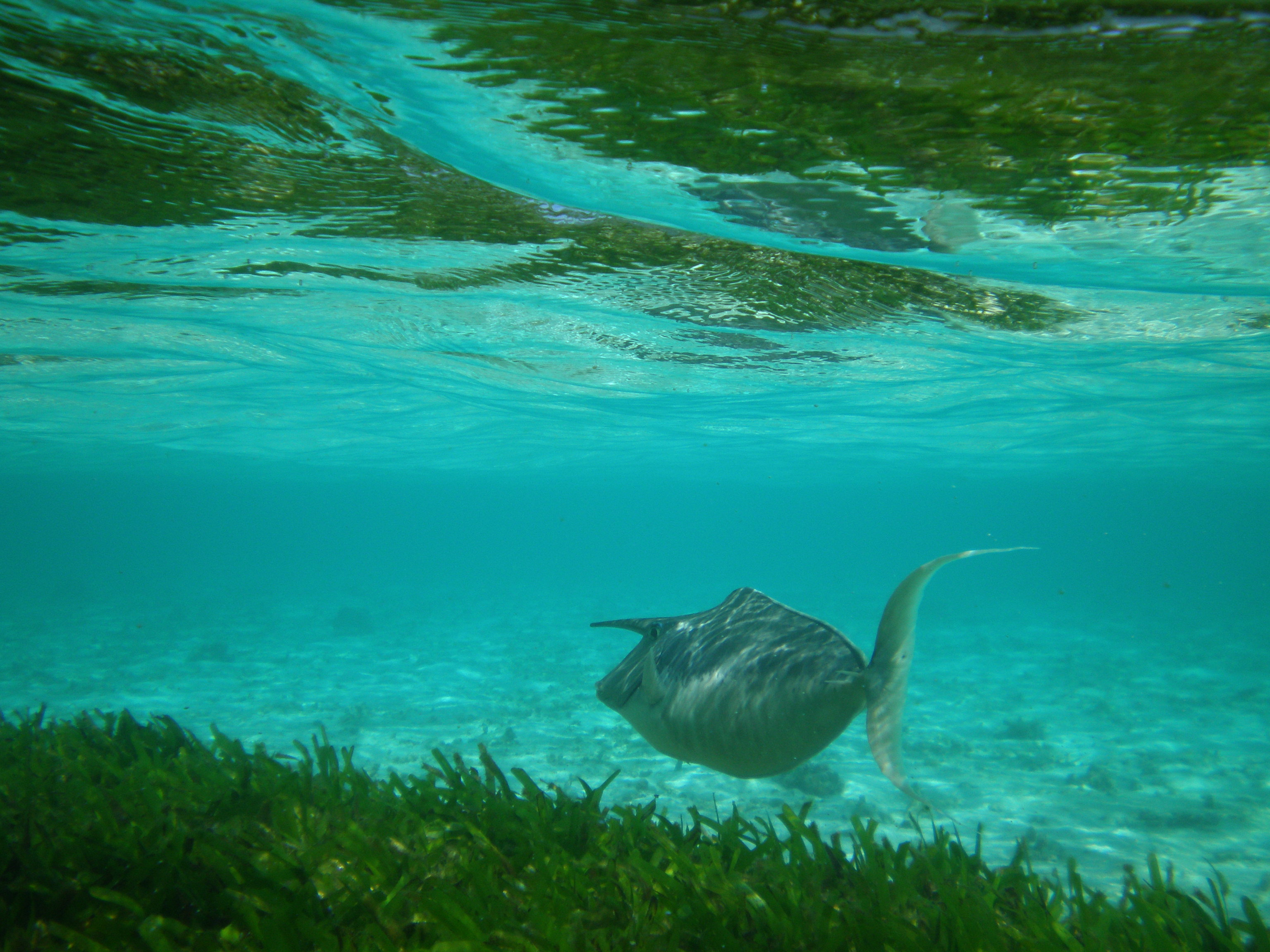
Ejemplar macho en Maldivas

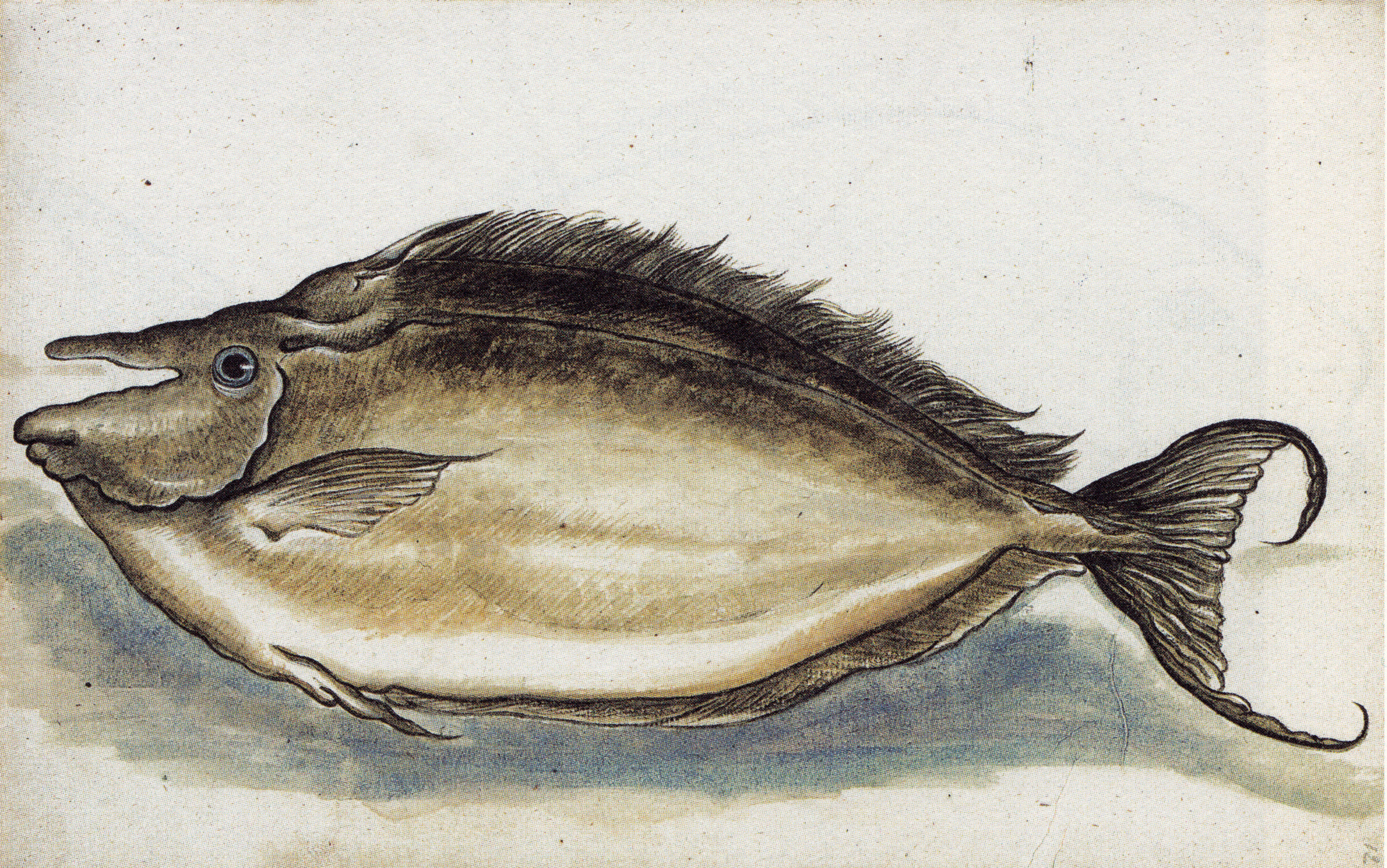
Ilustración de N. brachycentron de 1603

El Naso brachycentron es una especie de pez unicornio del género Naso, encuadrado en la familia Acanthuridae. Es un pez marino del orden Perciformes, ampliamente distribuido por aguas tropicales y subtropicales de los océanos Índico y Pacífico, aunque encontrado ocasionalmente en la mayor parte de su rango de distribución.
Su nombre más común en inglés es Humpback unicornfish, o pez unicornio jorobado, debido a una protuberancia situada bajo las primeras espinas de su aleta dorsal.
Es recolectado para consumo humano en Filipinas, y capturado con cestos trampa en la isla de Rodrigues.

## Morfología
Tiene el cuerpo en forma oval, muy comprimido lateralmente. Su característica más identificativa es la joroba situada en el centro de la espalda. Su hocico es puntiagudo, y su perfil, desde la boca al ojo, forma un ángulo de 40° con el eje horizontal del cuerpo. Presenta 2 pares de quillas cortantes sobre placas en el pedúnculo caudal, que es estrecho. Solo los machos adultos desarrollan un cuerno en la frente, característico de varias especies del género.
El color base es marrón grisáceo, con la mitad inferior del cuerpo y el vientre en tonalidad amarillo a blancuzco. Aleta caudal sin margen blanco.
Tiene 4 o 5 espinas dorsales, de 28 a 30 radios blandos dorsales, 2 espinas anales y de 27 a 28 radios blandos anales.
Puede alcanzar una talla máxima de 90 cm, siendo de las especies de mayor tamaño del género. La edad máxima reportada para esta especie es de 31 años.

## Hábitat y modo de vida
Habitan aguas costeras, suelen ocurrir en pequeños grupos, y, ocasionalmente forman grandes cardúmenes. Prefieren arrecifes exteriores, y también a lo largo de costas rocosas.
Su rango de profundidad oscila entre 8 y 30 m, aunque más usualmente entre 15 y 20 m.

## Distribución
Se distribuye desde la costa este africana, incluido el mar Rojo, hasta la Polinesia francesa, al norte desde las islas Ryukyu en Japón, y al sur hasta la Gran Barrera de Arrecifes australiana. Es especie nativa de Australia, Comoros, Filipinas, Fiyi, Guam, Indonesia, Japón, Kenia, Madagascar, Malasia, Maldivas, islas Marianas del Norte, islas Marshall, Mauritius, Mayotte, Micronesia, Mozambique, isla Navidad, Niue, Nueva Caledonia, Palaos, Papúa Nueva Guinea, Polinesia Francesa, Reunión, islas Salomón, Seychelles, isla Spratly, Sri Lanka, Sudáfrica, Sudán, Taiwán, Tanzania, Timor Leste, Tonga, Vanuatu y Yemen.

## Alimentación
Se alimentan principalmente de macroalgas, e invertebrados planctónicos, y está clasificado como "ramoneador".

## Reproducción
El dimorfismo sexual más evidente en los adultos, después del cuerno de los machos, consiste en las mayores cuchillas defensivas de los mismos. Son dioicos, de fertilización externa y desovadores pelágicos, en parejas. No cuidan a sus crías.